# Ла Крос (Висконсин)
Ла Крос (енгл. La Crosse) град је у америчкој савезној држави Висконсин.

## Демографија
По попису из 2010. године број становника је 51.320, што је 498 (-1,0%) становника мање него 2000. године.
| Група             | 2000.          | 2010.          |
| Белци             | 47.158 (91,0%) | 45.423 (88,5%) |
| Афроамериканци    | 806 (1,6%)     | 1.155 (2,3%)   |
| Азијати           | 2.410 (4,7%)   | 2.490 (4,9%)   |
| Хиспаноамериканци | 592 (1,1%)     | 1.012 (2,0%)   |
| Укупно            | 51.818         | 51.320         |